# Polder de la Moder

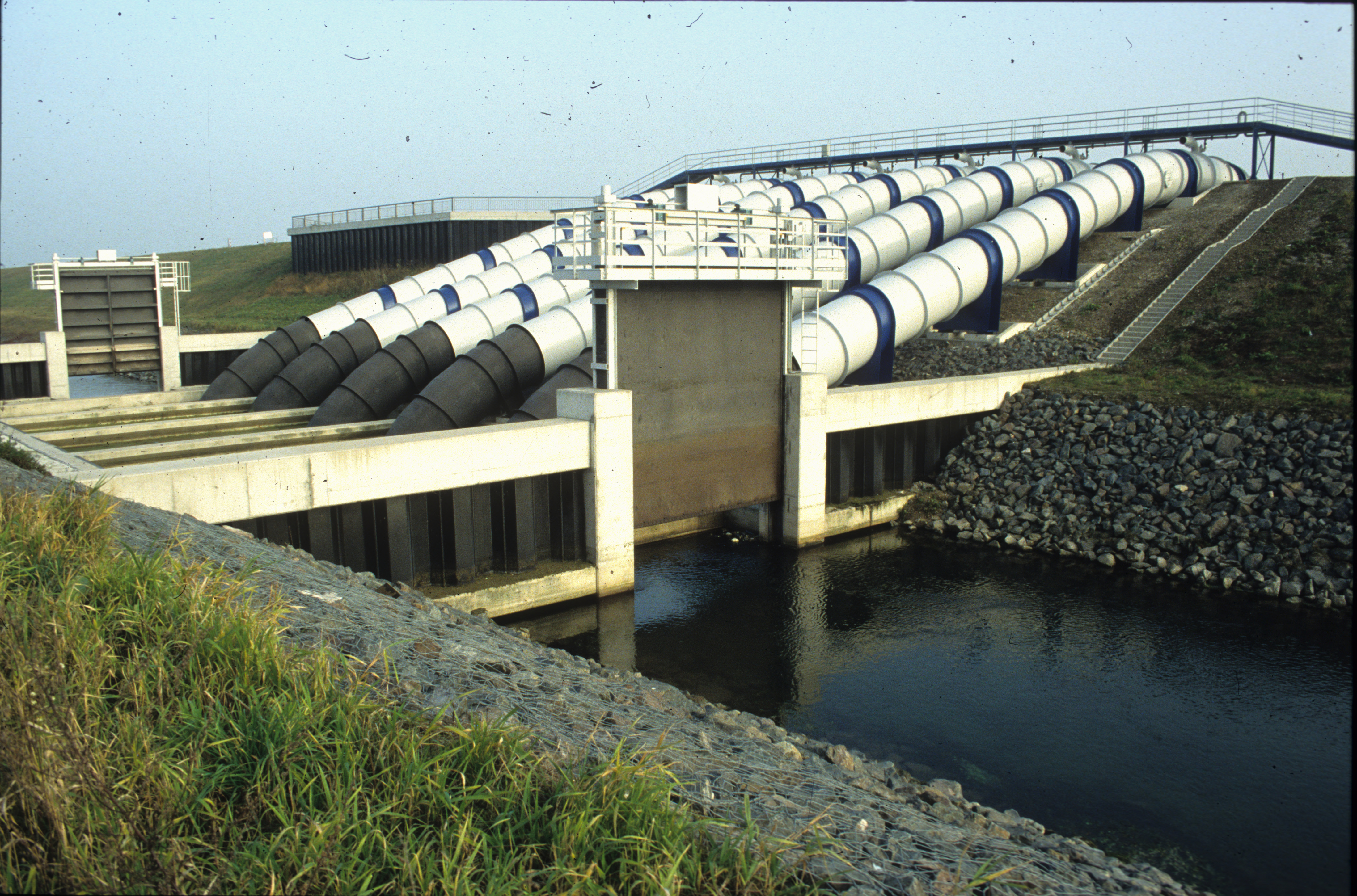
Conduites pour le remplissage du polder, deux protections pour l'isolation du canal latéral au Rhin

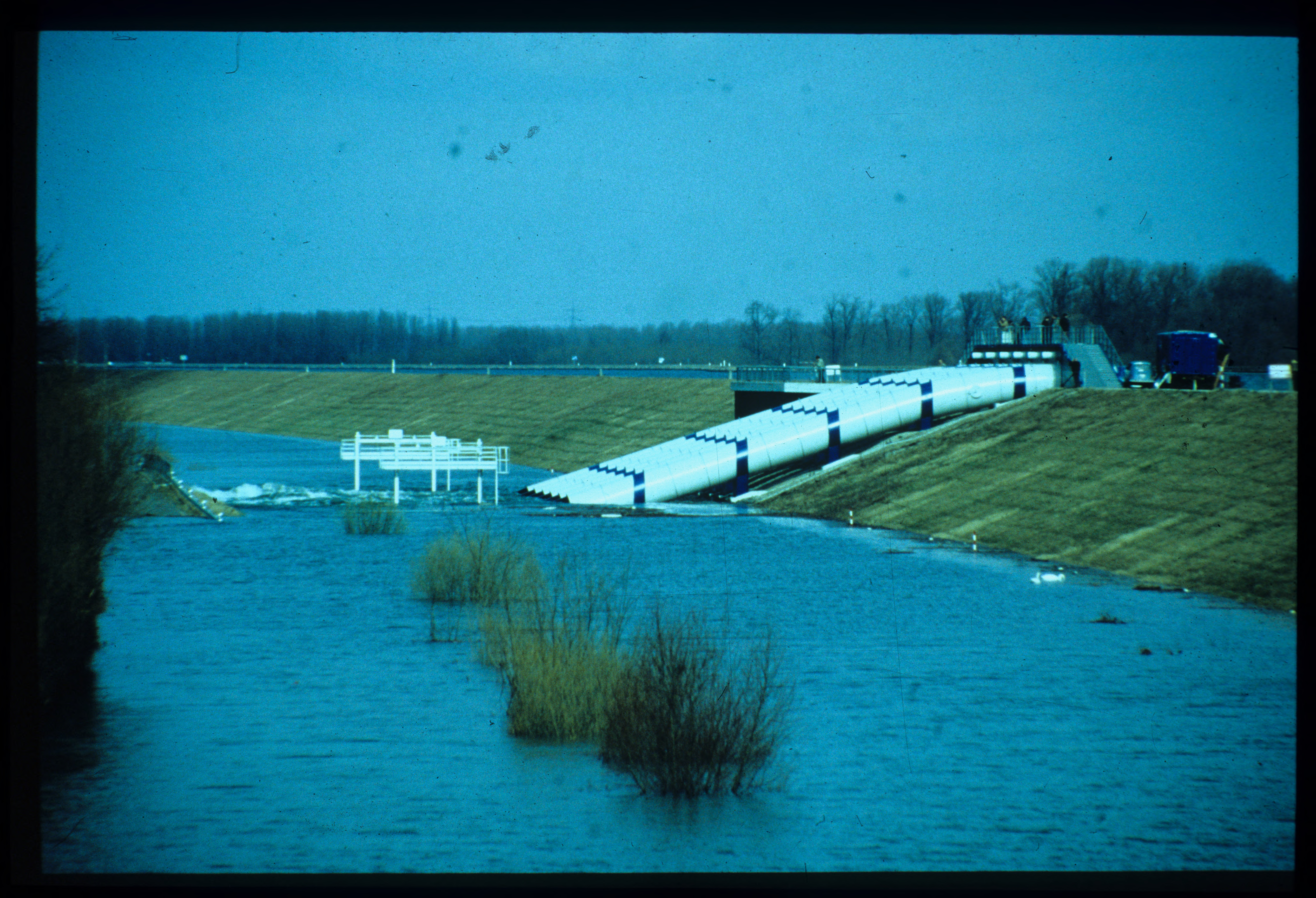
Remplissage du polder en mars 1992 (Archives historiques des voies navigables allemandes).

Le polder de la Moder est un bassin de rétention destiné à la protection contre les inondations dans le Rhin supérieur au kilomètre 330 du Rhin. Il est situé sur les communes de Fort-Louis et Neuhaeusel dans le département du Bas-Rhin dans la région Grand Est.
Le polder fait partie du programme intégré du Rhin. Il s'agit de rétablir, dans le Rhin supérieur la connectivité avec les plaines alluviales que la construction de barrages et de digues a rompue.

## Situation géographique
Le polder se situe en amont du barrage hydroélectrique d'Iffezheim. Le niveau de l'eau du Rhin, corseté par les digues, se situe environ six mètres au-dessus du terrain. Le nom du polder vient de la rivière Moder, qui se jetait autrefois dans le Rhin à l'extrémité nord du polder. Aujourd'hui, la Moder coule parallèlement au Rhin vers le nord et s'y jette en aval du barrage. La surface du polder, ceint d'une digue, est principalement boisée ; plus d'un tiers de la surface est occupé par deux gravières.

## Fonctionnement
Le polder, achevé en 1992, a une superficie de 240 hectares, et peut retenir jusqu'à 5,6 millions de mètres cubes d'eau. Six conduites par siphon peuvent déverser jusqu'à 160 mètres cubes d'eau par seconde. L'exploitant du polder est Voies navigables de France (VNF) La vidange du polder se fait par le canal latéral au Rhin qui passe au pied de la digue du Rhin et se jette dans la Moder. Il existe en outre deux barrages qui relient directement le nord du polder à la Moder. Lors de l'utilisation du polder, le canal latéral au Rhin est fermé par un barrage situé à l'extrémité sud du polder. L'écoulement en amont du fossé latéral du Rhin est alors assuré par un fossé qui s'écoule vers la Moder à l'intérieur de la digue du polder.
Le polder entre en fonctionnement lorsque le débit dépasse 4 400 mètres cubes par seconde à la station limnimétrique de Maxau(DE), près de Karlsruhe. Le polder est vidé lorsque le débit à Maxau tombe en dessous de 4000 mètres cubes par seconde. Sur la rive opposée du Rhin, du côté allemand, se trouve l'exutoire du Polder de Söllingen et Greffern.